# Nuovi-nuovi
I Nuovi-nuovi è un movimento artistico italiano così denominato in occasione di una mostra curata dal critico d'arte Renato Barilli (insieme ai collaboratori Francesca Alinovi e Roberto Daolio) presso la Galleria d'arte moderna di Bologna nella primavera del 1980.
Vi parteciparono gli artisti Enrico Barbera, Luciano Bartolini, Bruno Benuzzi, Enzo Esposito, Antonio Michelangelo Faggiano, Marcello Jori, Felice Levini, Luigi Mainolfi, Giuseppe Maraniello, Luigi Ontani, Giorgio Pagano, Pino Salvatori (Giuseppe), Salvo (Salvatore Mangione), Aldo Spoldi, Wal (Walter Guidobaldi).
Il battesimo ufficiale del gruppo fu quasi contemporaneo alla nascita del movimento della Transavanguardia, termine coniato l'anno precedente dal critico Achille Bonito Oliva, di quello dell'Anacronismo, di Maurizio Calvesi, e di quello tedesco dei Neuen Wilden ("Nuovi selvaggi"), tutti nell'ambito del Postmodernismo.
Mentre i Neuen Wilden soprattutto, e in misura variabile la Transavanguardia (benché quest'ultima rivendicasse un "attraversamento" a 360° gradi delle avanguardie storiche) optarono per una sorta di neo-espressionismo, i Nuovi-nuovi erano in maggiore sintonia con modalità artistiche allora in voga negli Stati Uniti d'America, che utilizzavano il kitsch e la decorazione, pur correggendone gli eccessi con una maggiore sobrietà formale, emotivamente controllata e giocosamente stilizzata. Questo si risolveva nel mantenimento del rapporto con le forme del patrimonio storico, mitologico, folclorico, recuperando e omaggiando in forma citazionista gli artisti del passato.
Nell'ambito della citazione dell'arte e degli stili del passato più o meno prossimo, propria del Postmodernismo, Renato Barilli riprese il concetto di "ripetizione differente" del filosofo francese Gilles Deleuze applicandolo alle arti visive. Come nel caso dell'Anacronismo le citazioni sono per lo più rivolte al grande passato della pittura italiana. Questo "ritorno all'ordine", paragonabile a quello degli anni venti, si inserisce nell’ottica determinista dei cosiddetti corsi e ricorsi decennali di Barilli, andando a scalzare un’arte in quel momento votata ad un azzeramento emozionale (il Minimalismo prima e il Concettuale poi)..

## Esposizioni
Poco dopo la prima mostra bolognese, i Nuovi-nuovi tennero un'esposizione presso la Holly Solomon Gallery di New York, tempio della Pattern painting: Italian Wave (estate 1980), curata da Francesca Alinovi, alla quale parteciparono Luciano Bartolini, Bruno Benuzzi, Marcello Jori, Luigi Ontani, Salvo e Aldo Spoldi, ai quali si aggiunsero Enzo Esposito e Giorgio Zucchini provenienti da esperienze di pittura ambiente.
Altre esposizioni di più ampio profilo si tennero anche in Italia: Una generazione postmoderna, in diverse sedi a Genova e passata quindi presso il Palazzo delle Esposizioni di Roma, nel 1983, e Anniottanta, ancora alla Galleria di arte moderna di Bologna, a Rimini, Imola e Ravenna, nel 1985.
Nella mostra Una generazione postmoderna. Iconici, aniconici, immagine elettronica, del 1984 presso i Civici musei di Reggio Emilia, curata da Renato Barilli e Roberto Daolio, si evidenziò maggiormente la natura composita del gruppo, suddividendo gli artisti nei due gruppi degli "iconici" (pittura figurativa) (Enrico Barbera, Bruno Benuzzi, Antonio Faggiano, Felice Levini, Luigi Mainolfi, Luigi Ontani, Pino Salvatori, Salvo, Aldo Spoldi e Wal) e degli "aniconici" (pittura astratta),  (Luciano Bartolini, Enzo Esposito, Marcello Jori e Giorgio Zucchini, a cui si aggiunsero poi anche altri artisti).
Nel 1986 seguì una seconda mostra presso la Holly Solomon Gallery di New York:  Icons of Postmodernism, curata da Renato Barilli, che privilegiava il gruppo degli "iconici" e alla quale parteciparono Enrico Barbera, Bruno Benuzzi, Marcello Jori, Felice Levini, Luigi Mainolfi, Luigi Ontani, Giorgio Pagano, Pino Salvatori, Salvo e Aldo Spoldi.
Più recente la mostra I Nuovi Nuovi, presso la Galleria d'arte moderna di Torino, nel 1995. Del 2008 è la mostra Nuove nuove icone per il nostro tempo, presso una galleria di Milano, curata da Renato Barilli e Siamo sempre Nuovi-nuovi, a cura ancora di Renato Barilli e Roberto Daolio, ospitata presso gallerie a Firenze, e trasferita quindi a Parma, ad Alessandria, e a Bergamo nel 2009.